# Fluorelbaïta
La fluorelbaïta és un mineral de la classe dels silicats que pertany al grup de la turmalina. Rep el nom per ser una elbaïta rica en fluor.

## Característiques
La fluorelbaïta és un ciclosilicat de fórmula química Na(Li1.5Al1.5)Al₆(Si₆O18)(BO₃)₃(OH)₃F. Va ser aprovada com a espècie vàlida per l'Associació Mineralògica Internacional el 2011, sent publicada l'any 2013. Cristal·litza en el sistema trigonal. La seva duresa a l'escala de Mohs és 7,5.
L'exemplar que va servir per a determinar l'espècie, el que es coneix com a material tipus, es troba conservat a les col·leccions del museu de mineralogia de la Universitat de Roma La Sapienza (Itàlia), amb el número de catàleg: 33045.

## Formació i jaciments
Va ser descrita a partir de mostres recollides a dues mines de l'estat brasiler de Minas Gerais: la mina Urubu, situada a Monte Belo (Itinga), i la mina Cruzeiro, a São José da Safira. En aquestes dues mines els cristalls d'aquest mineral acostumen a trobar-se en forma de prismes allargats de color blau-verd, de fins a 2,5 cm. També ha estat descrita en altres indrets del Brasil, així com del Canadà, els Estats Units, Àustria, Itàlia, Alemanya, la República Txeca, Eslovàquia, Noruega, Suècia, Eswatini, Moçambic, Namíbia, Madagascar, Zàmbia, l'Afganistan, Vietnam i el Japó.